# Ras Michael and the Sons of Negus
Ras Michael and the Sons of Negus est un groupe de reggae jamaïcain formé au milieu des années 1960 par Ras Michael (ou Dadawah), Michael George Henry de son vrai nom, né à Kingston en 1943. Ce groupe pratique un style de reggae nommé nyabinghi, tiré du rythme traditionnel africain de percussions basé sur le rythme cardiaque (ce rythme porte d'ailleurs le même nom) puis fortement influencé par le mouvement rastafari.

## Discographie

### Albums
- 1974 - Dadawah Peace & Love - Nyabinghi. Repressage sorti en 1998
- 1974 - Nyahbinghi
- 1975 - Dadawah - Peace & Love
- 1975 - Rastafari
- 1975 - Rastafari + Dub
- 1976 - Tribute To The Emperor
- 1977 - Kibir-Am-Lak
- 1978 - Movements
- 1979 - Love Thy Neighbour
- 1980 - Promised Land Sounds
- 1981 - Disarmament
- 1982 - Revelation
- 1985 - Rally Round
- 1988 - Zion Train
- 1989 - Rastafari Dub
- 1990 - Know Now
- 1992 - Mediator
- 2000 - A Weh Dem a Go Do Wit It

### Compilations
- Anthology. Enregistrements des années 1970
- New Name